# Gwendoline Hamon

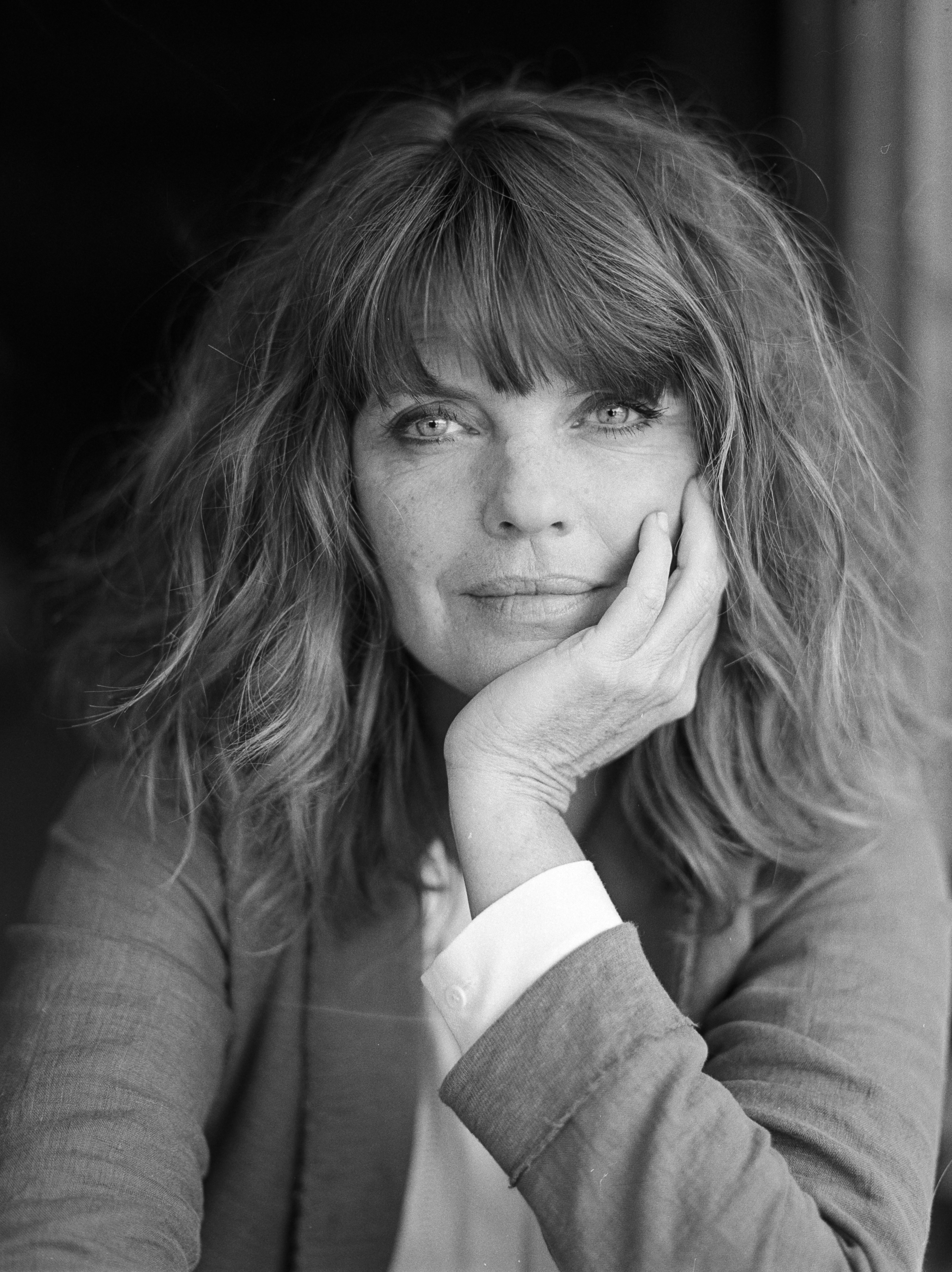
Gwendoline Hamon (2018)

Gwendoline Hamon (* 27. August 1970 in Boulogne-Billancourt) ist eine französische Schauspielerin.

## Leben
Gwendoline Hamon wurde 1970 in Boulogne-Billancourt geboren. Sie ist Enkelin von Jean Anouilh. Sie wuchs teilweise im Senegal auf. Als sie acht Jahre alt war, trennten sich ihre Eltern und sie kehrte mit ihrer Mutter nach Frankreich zurück. Das Theater entdeckte sie dank ihrer Großmutter Nicole Anouilh, die auch Schauspielerin und Regisseurin war, die sie jede Woche zu Theateraufführungen mitnahm.
Seit 1993 war Hamon in mehr als 70 Film- und Fernsehproduktionen zu sehen.
Hamon war von 2004 bis 2013 mit Frédéric Diefenthal verheiratet. Gemeinsam haben sie einen Sohn.

## Filmografie
- 1993: Les Noces de carton
- 1993: Placé en garde à vue
- 1994: Die Draufgänger (Extrême Limite, Fernsehserie, 1 Folge)
- 1996: Les Cordier, juge et flic (Fernsehserie, 1 Folge)
- 1997: La Dame aux Camélias
- 1997: Marceeel!!!
- 1997: Nestor Burmas Abenteuer in Paris (Nestor Burma)
- 1998: Marc Eliot
- 1999: Julie Lescaut (Fernsehserie, 1 Folge)
- 1999–2000: Evamag (Fernsehserie, 15 Folgen)
- 2000: B.R.I.G.A.D. (Fernsehserie, 1 Folge)
- 2000: Un gars, une fille
- 2000: Villa mon rêve
- 2001: H
- 2001: Madame Sans-Gêne
- 2002: Julia Ferrenzi une amie en or
- 2002: Zum Glück bleibt es in der Familie (On ne choisit pas sa famille)
- 2002: Rien ne va plus
- 2003: Avocats et Associés (Fernsehserie, 1 Folge)
- 2003: Père et Maire (Fernsehserie, 1 Folge)
- 2003: Une Amie en or
- 2004: L’Incruste, fallait pas le laisser entrer!
- 2004: Kommissar Navarro (Navarro, Fernsehserie, 1 Folge)
- 2004: Plat du jour
- 2005: Le Piège
- 2005: Mado
- 2005: Rose et Val
- 2005: Un truc dans le genre
- 2005: Voisins, voisines
- 2006: David Nolande (Fernsehserie, 1 Folge)
- 2006: Le Fantôme de mon ex
- 2006: Tombé du ciel
- 2007–2011: Flics (Fernsehserie, 8 Folgen)
- 2007: Les Cerfs-volants
- 2008: Facteur chance
- 2008: Bonjour Sagan (Sagan)
- 2009: Erreur de la banque en votre faveur
- 2009: Juste un peu d’@mour
- 2009: Quelque chose à te dire
- 2010–2011: Les Virtuoses (Fernsehserie, 7 Folgen)
- 2010: Le Pot de colle
- 2010: Un divorce de chien
- 2011: Und wenn wir alle zusammenziehen? (Et si on vivait tous ensemble?)
- 2012: Un homme au pair
- 2013: Profiling Paris (Profilage, Fernsehserie, 1 Folge)
- 2013: J’adore ma vie
- 2014: Mes grands-mères et moi
- seit 2015: Cassandre
- 2015: Kommissar Caïn (Caïn, Fernsehserie, 1 Folge)
- 2015: Familie zu vermieten (Une famille à louer)
- 2015: Une mère en trop
- 2015: Hitzewelle (Blind Sun)
- 2017: Nina
- 2018: Meurtres en Haute-Savoie
- 2018: Nous finirons ensemble
- 2019: Crimes parfaits (Miniserie, 1 Folge)
- 2020: Grand Hôtel (Miniserie, 8 Folgen)
- 2021: Un petit miracle
- 2021: Une si longue nuit (Miniserie, 12 Folgen)
- 2022: L’Impasse
- 2022: Maman, ne me laisse pas m’endormir
- 2022: Im Taxi mit Madeleine (Une belle course)
- 2024: Rien ne t’efface